# Bühlerhöhe

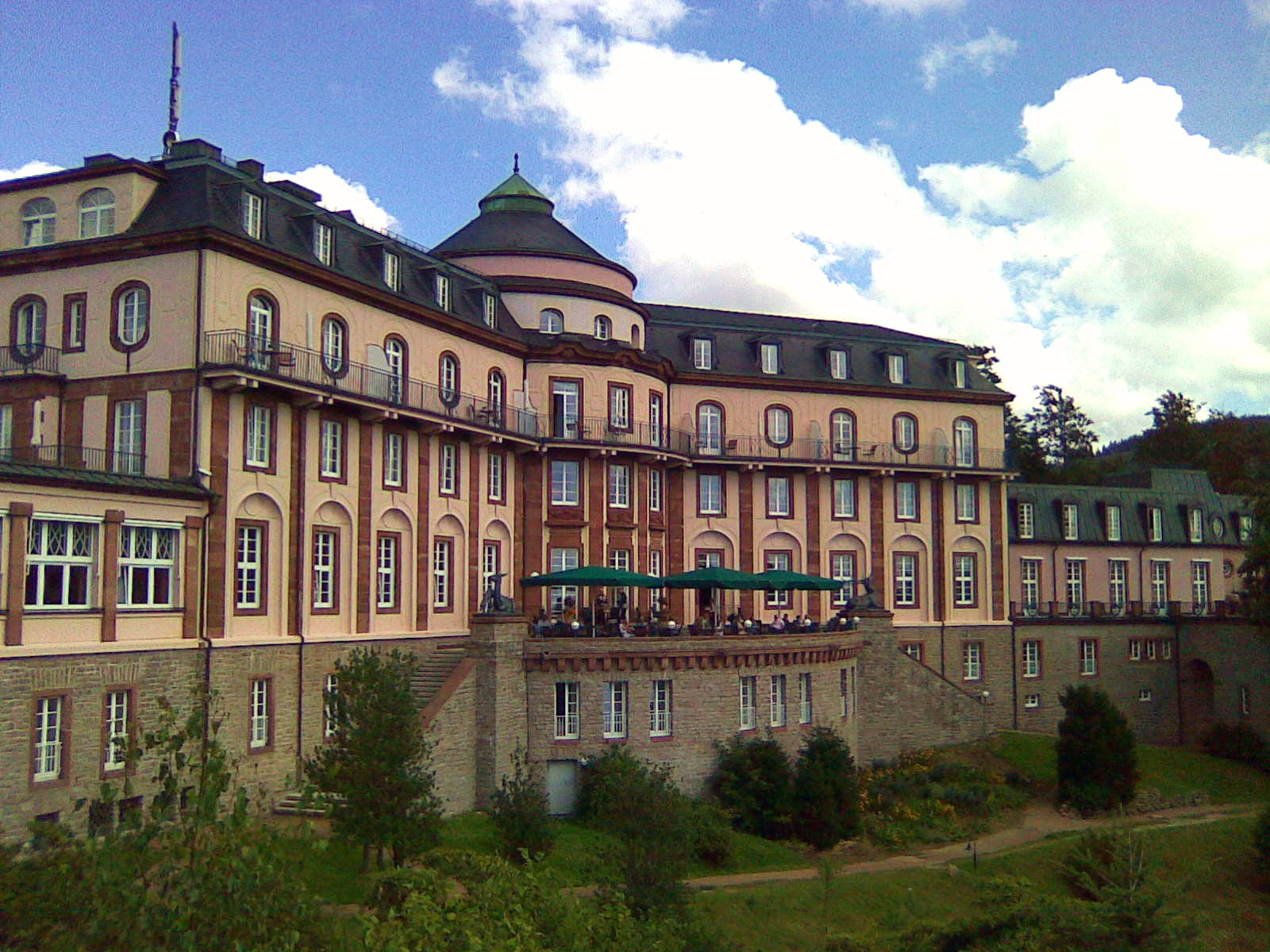
Das Schlosshotel Bühlerhöhe

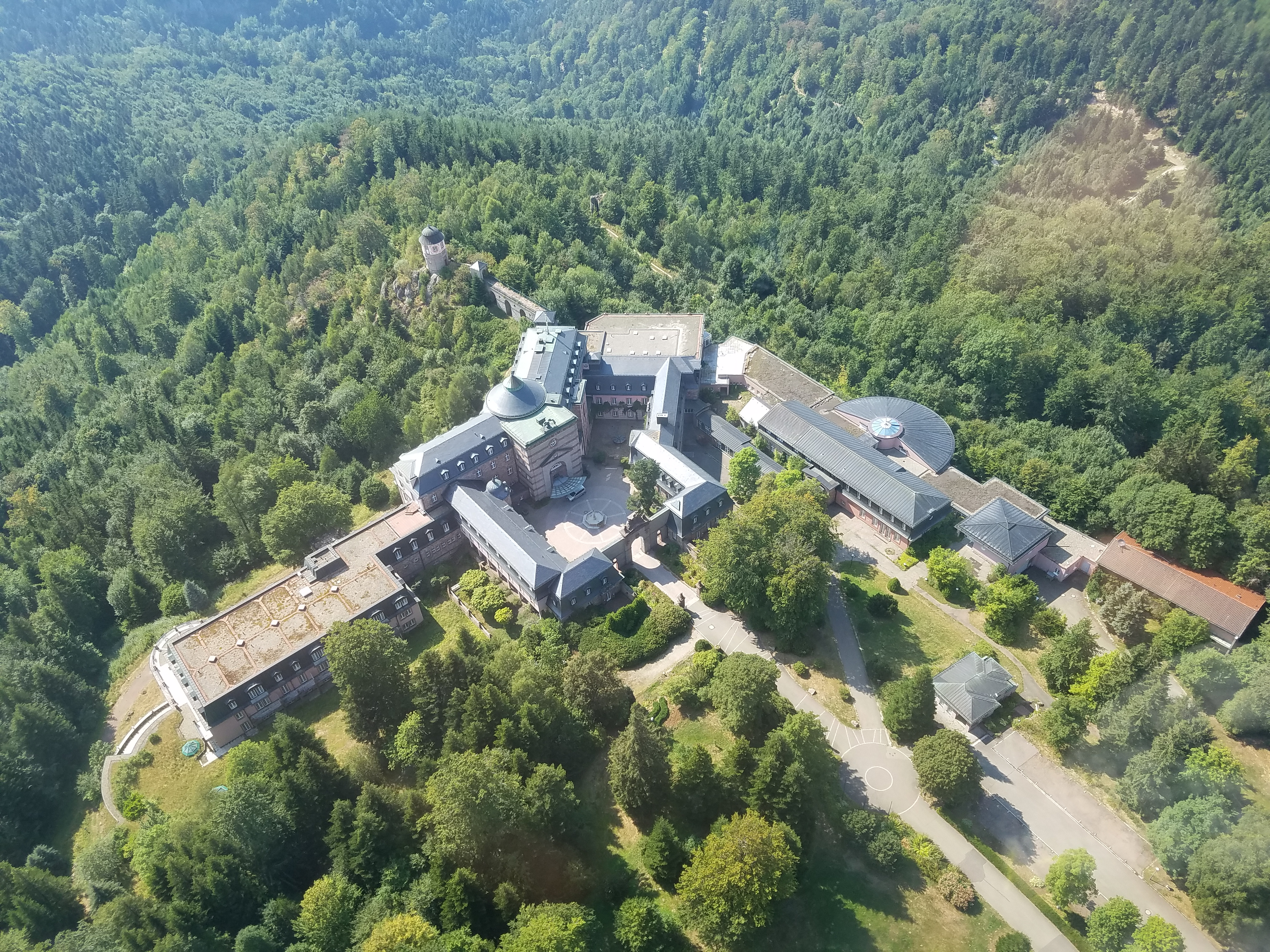
Schlosshotel Bühlerhöhe von oben

Das Schlosshotel Bühlerhöhe ist ein zurzeit leerstehendes Luxushotel auf dem Kohlbergfelsen in 770 Meter Höhe im Nordschwarzwald. 1912 wurde es als Offiziersgenesungsheim nach Plänen des Architekten Wilhelm Kreis errichtet, jedoch nie als solches genutzt. Von 1920 bis 1986 diente es als Kurhaus, zwischen 1988 und 2010 als Luxushotel für Besucher des nahe gelegenen Baden-Baden. Seitdem steht es leer. 
Zur Ortschaft Bühlerhöhe, die in einer Exklave der Stadt Bühl an der Schwarzwaldhochstraße liegt, gehören neben dem Hotel ein ehemaliges Sanatorium, heute Max Grundig Klinik, und die Kapelle Maria Frieden.

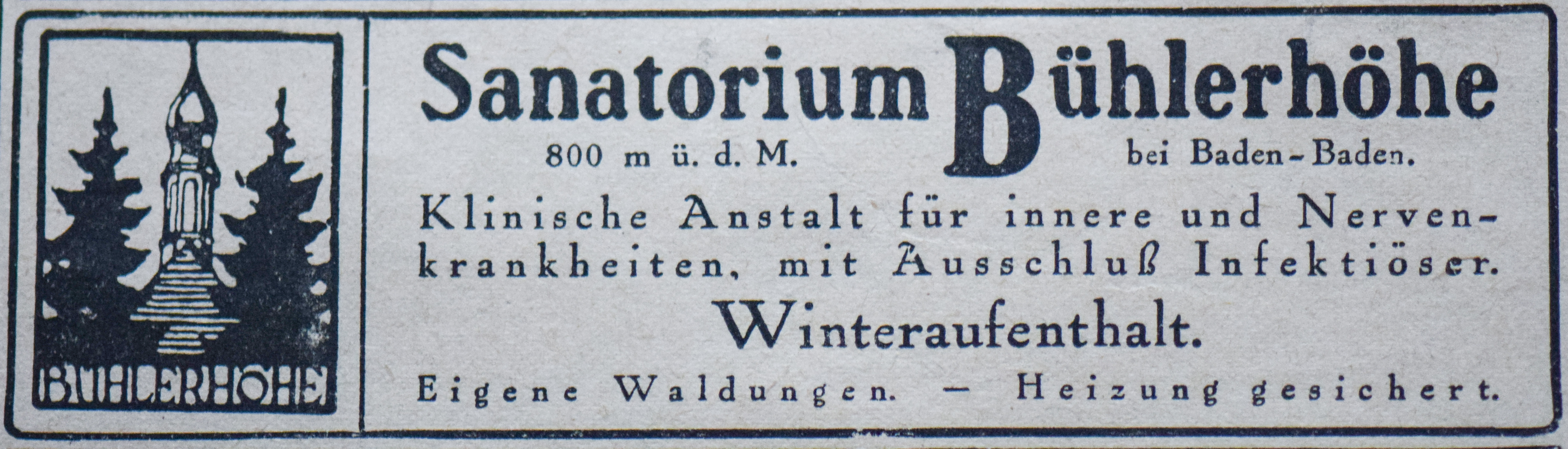
Werbeanzeige für das Sanatorium Bühlerhöhe (1920)

## Vorgeschichte
Bauherrin des Offiziersgenesungsheims war Hertha Isenbart (1871–1918), die Tochter des jüdischen Breslauer Kaufmanns Julius Schottländer. Sie war in erster Ehe mit dem wesentlich älteren Bankier Carl Pringsheim († 1895) verheiratet und lernte um die Jahrhundertwende den verheirateten Generalmajor Wilhelm Isenbart kennen. Dieser ließ sich scheiden und beide heirateten. Die Ehe mit einem geschiedenen Partner war damals im großbürgerlichen Milieu und in Offizierskreisen ein Skandal. Hertha Isenbarts Familie enterbte die Tochter und fand sie mit dem Pflichtteil von mehr als zwölf Millionen Mark ab; ihr Mann musste bald den Dienst quittieren.
Nach dem plötzlichen Tod ihres Mannes 1908 wollte Isenbart ihm in Form eines Offiziersgenesungsheims ein Denkmal setzen. Dieses sollte dem deutschen Kaiser Wilhelm II. als Schenkung übereignet werden. Sie erwarb von der Stadt Bühl 18 Hektar Waldgebiet im Bereich des Kohlbergfelsens.

## Geschichte
Vorbild für die Planung des Architekten Wilhelm Kreis war das Schloss Stupinigi bei Turin. 1912 wurde mit den Bauarbeiten begonnen, die zu Beginn des Ersten Weltkrieges weitgehend abgeschlossen waren. 
Wegen Finanzierungsproblemen wurde das ursprüngliche Konzept durch Curt Karl Rüschhoff (1887–1969) und Hans Woltmann, zwei Mitarbeitern von Wilhelm Kreis, reduziert. Die Fertigstellung des Hauses verzögerte sich aufgrund des Krieges. Die Bühlerhöhe erfüllte nie ihre Aufgabe als Offiziersgenesungsheim. Hertha Isenbart verfiel in Depressionen und beging 1918 Suizid.

### Kurhaus 1921–1986

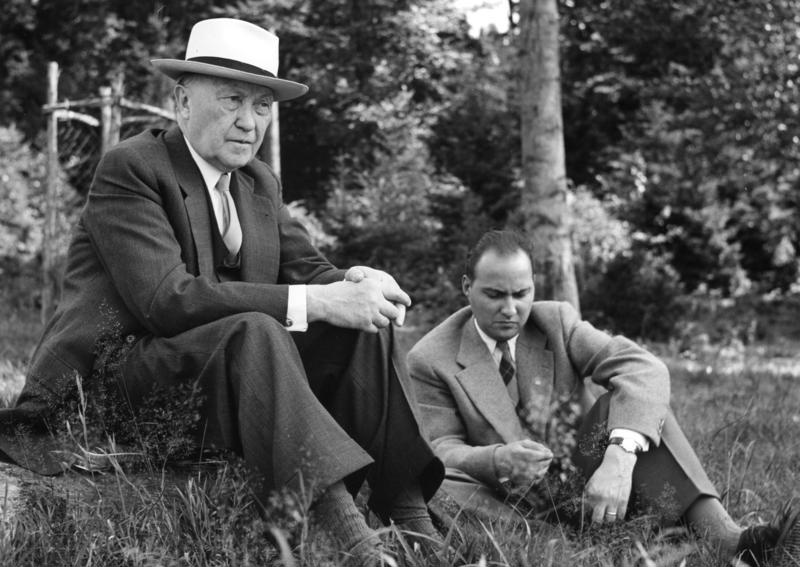
Konrad Adenauer und sein Sohn Georg während eines Besuchs der Bühlerhöhe 1956

1920 wurde das Gebäude an private Investoren, darunter Otto Hüglin aus St. Blasien, verkauft und ab 1921 vom Architekten Wilhelm Rutsch aus Freiburg im Breisgau zu einem Kurhaus umgestaltet. Häufiger Gast im Haus war Konrad Adenauer, dem zu Ehren eine Gedenktafel im Hotelpark angebracht ist und nach dem eine Suite des Hotels benannt wurde.

### Luxushotel 1988–2010

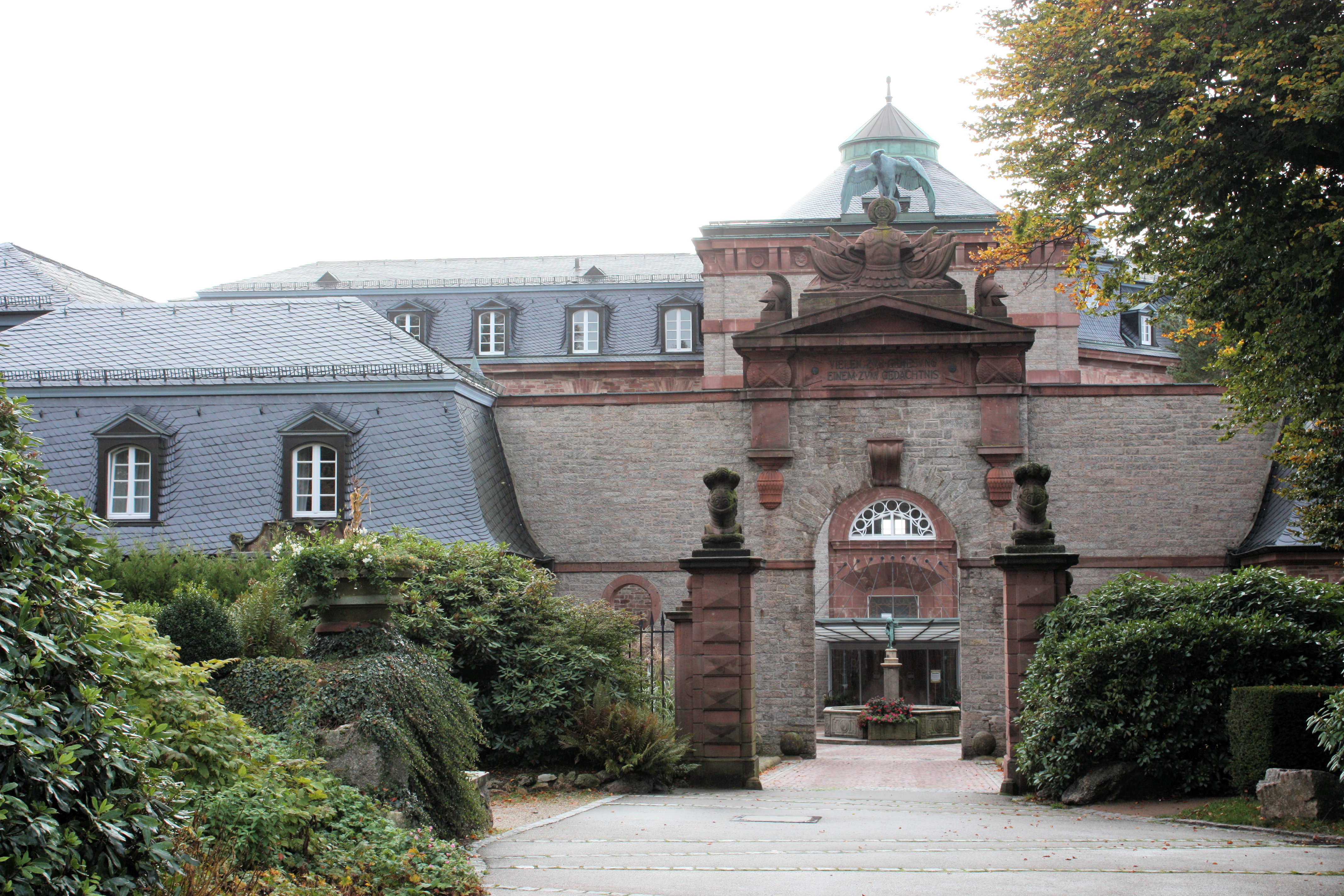
Eingangshof zum Schlosshotel

1986 erwarb der Industrielle Max Grundig das in wirtschaftliche Schwierigkeiten geratene Kurhaus und ließ es bis 1988 nach Plänen des Architekten Henner Hooss und des Innenarchitekten Jan Wichers für 150 Millionen D-Mark zum Luxushotel ausbauen.
Vom 6. Juni bis 9. Juni 1991 fand die Bilderberg-Konferenz im Hotel statt, bei der man sich unter anderem über die Situation in Südafrika unterhalten hat.
1995 wurde Wolfgang Müller Küchenchef im Restaurant Imperial, das unter ihm mit zwei Michelinsternen ausgezeichnet wurde. Von 1999 bis 2002 war Klaus Erfort Küchenchef im Restaurant Imperial, mit einem Michelinstern.
Nachdem es kurz im Besitz der Rafael-Gruppe war, erwarb 1999 Dietmar Hopp das Hotel.
Von 2002 bis 2010 betrieb die spanische Hotelkette NH das Hotel. Während der in Deutschland ausgetragenen Fußball-Weltmeisterschaft 2006 nutzte die englische Nationalmannschaft das Schlosshotel als Mannschaftsquartier.

### Leerstand seit 2010
Im Juli 2010 verkaufte Hopp das Hotel an die für diesen Kauf gegründete Anna Maria Vermögensverwaltung GmbH, hinter der ein ukrainischer Investor stand. Die Gesellschaft plante, das Hotel nach der Schließung Ende August 2010 zu renovieren und es 2013 mit neuem Konzept wieder zu eröffnen. Die Sanierung wurde jedoch nie begonnen. Im Juni 2013 wurde bekannt, dass unbezahlte Rechnungen für Betriebskosten in Höhe von mehreren zehntausend Euro aufgelaufen waren, sowie Strom und Telefonverbindungen abgeschaltet wurden. Im selben Monat stellten zwei Gesellschaften, die sich im Mitbesitz Dietmar Hopps befinden, Insolvenzantrag gegen die neuen Eigentümer; ein Teil des Kaufpreises sei noch nicht beglichen worden. Im August wurde der Hotelbetrieb bis Anfang November wieder aufgenommen. Ende August ließ der Investor die Zahlungsfrist verstreichen. Damit wurde das Insolvenzverfahren eröffnet.
Im Dezember 2013 wurde das Hotel Bühlerhöhe zusammen mit dem nahegelegenen Hotel Plättig und weiteren Grundstücken von der neu gegründeten „Bühlerhöhe Castle Invest GmbH“ aus Baden-Baden gekauft, deren Gesellschafter eine im Besitz internationaler Investoren befindliche Investmentfirma aus Kasachstan ist. Die mehrfach angekündigte Wiedereröffnung wurde inzwischen auf unbestimmte Zeit verschoben. Bislang haben die Investoren bei der Stadt Bühl als zuständiger Baurechtsbehörde noch kein Konzept vorgelegt. In den Medien wird inzwischen bezweifelt, ob die Eigentümer wirtschaftlich noch in der Lage sind, die Sanierungskosten aufzubringen. Experten bezifferten die Sanierungskosten wegen der langen Schließung schon 2014 auf bis zu 80 Millionen Euro. Monatlich entstehen bis zu 100.000 Euro Leerstandskosten, davon über die Hälfte für Heizöl, um das Anwesen nicht ganz verwahrlosen zu lassen.
Für die am 25. Mai 2015 erstmals ausgestrahlte Folge Roomservice der Fernsehserie Tatort (Produktion des Südwestrundfunks) diente das Hotel als Kulisse. 2016 drehte der SWR auf der Bühlerhöhe den Fernsehfilm Die Firma dankt. Für den 2017 gedrehten Spielfilm 25 km/h diente das Hotel ebenfalls als Kulisse.
Das Hotel Bühlerhöhe ist als Kulturdenkmal von besonderer Bedeutung in die Denkmalliste eingetragen. In diese Kategorie werden nur Gebäude von überregionaler oder nationaler Bedeutung eingeordnet. Daher führt das Landesamt für Denkmalpflege regelmäßig Begehungen durch. Dabei wurde in der Vergangenheit stets ein sehr guter und gepflegter Zustand festgestellt.

## Baubeschreibung
Bühlerhöhe liegt in 770 Meter Höhe unterhalb der erst 1930 gebauten Schwarzwaldhochstraße auf einem Bergsporn mit Aussicht ins Rheintal. Wilhelm Kreis passte das Bauwerk der Topografie an und ließ es mit einem frei stehenden Aussichtsturm auf der Spitze des Bergsporns ausklingen. Das Hauptgebäude ist ein dreigeschossiger Massivbau mit Mansardwalmdach. Seine beiden jeweils 27 Meter langen Flügel, die einander im stumpfen Winkel zugeordnet sind, werden durch einen mit einem Kegeldach bekrönten, viergeschossigen Rundbau verbunden. Jeder dieser Trakte hat fünf Achsen an der Talseite, die durch Lisenen gerahmt werden.
Die Talseite ist die eigentliche Hauptansichtsseite des Schlosses. Das erste und zweite Geschoss sind durch eine die Fensterachsen rahmende Werksteingliederung aus Lisenen mit abschließendem Stockwerkgesims in Kolossalordnung zusammengefasst. Zwischen den Lisenen bestimmen Putzgliederungen das Bild, die rechteckigen Holzsprossenfenster des Erdgeschosses haben rahmende Blendbögen, das zweite Geschoss besitzt niedrigere Holzsprossenfenster mit Rahmungen, das dritte Geschoss ist durch eine reliefartige, geometrische Putzgliederung mit ovalen Fenstern gestaltet. Der Rundturm tritt an der Talseite risalitartig vor die Fassade, in seinem Untergeschoss befinden sich drei Türen, ansonsten entspricht die Gliederung der der Seitenflügel.
Im Gegensatz zur neubarocken Schlossarchitektur der Talseite steht der Innenhofbereich, den Kreis nach Motiven des Festungs- und Burgenbaus gestaltete. Die Hofseite des Hauptgebäudes ist asymmetrisch gegliedert. Die Symmetrieachse der Schlossfassade an der Talseite setzt sich hier nicht fort, sondern knickt aus topografischen Gründen nach rechts, also in südöstliche Richtung, ab. Daraus ergibt sich ein zweigeteilter Ehrenhof an der Bergseite. Dieser Ehrenhof, der von niedrigeren Flügeln gerahmt wird, besteht aus zwei annähernd quadratischen Höfen auf unterschiedlichen Ebenen. Jedem Trakt des Hauptgebäudes ist auf diese Weise ein Hof zugeordnet. Vor den zentralen Rundbau im Zentrum des zweiflügeligen Hauptgebäudes tritt in der Achse der Zufahrt ein mächtiges neoklassizistisches Hauptportal, das typisch für Festungen ist.
Bühlerhöhe ist ein Spätwerk des Historismus. In seiner künstlerischen Aussagekraft und in seinen Dimensionen ist das Schloss ein bemerkenswerter Vertreter seiner Zeit, der die gesellschaftlichen Ansprüche wie kaum ein anderes Gebäude im Land Baden versinnbildlicht. Vorbild ist Schloss Stupinigi bei Turin, das Filippo Juvarra ab 1729 im Auftrag von König Viktor Amadeus II. von Sardinien-Piemont erbaute.